# 中納言
中納言（ちゅうなごん）は、太政官に置かれた令外官のひとつ。太政官においては四等官の次官（すけ）に相当する。訓読みは「すけのものまうすつかさ」あるいは「なかのものまうすつかさ」。

## 歴史
天武天皇の治世下に「納言」という官職が存在し、飛鳥浄御原令の下でも「中納言」という名称の官職が設置されているが、これが後世の中納言と同じものであるかどうかは断言できない。いずれにせよ、この中納言は大宝元年（701年）3月の大宝令の施行とともに廃止された。
慶雲2年（705年）4月、大納言の定員が4人から2人に減らされたことにともない、その不足を補うものとして新たに中納言が設置された。その際の勅には、その任務を「宣旨を敷奏し、参議に待問す」と定めている。基本的には大納言と同様、奉勅・宣旨と奏上に当たり、大臣とともに政務を議することである。大納言との違いとしては、太政官符などの宣者（発令者）になれなかったことであったが、延暦年間以降は中納言を宣者とする太政官符も出現するようになる。一説には国家の大事についての奉勅・宣旨と奏上は大納言が務めることになっていたが、官位相当制の関係で大納言の定数を満たすことが難しかったためこれを補うために奉勅・宣旨と奏上を担当する官として中納言を復置したとされる。官位相当制により当初は正四位上であったが、天平宝字5年（761年）2月に従三位に改められた。定員は3人であったが、その後に権官（権中納言）が置かれるようになり、定員は有名無実となった。
平安時代を通じて徐々に貴族人口が増大していったのにともない、官位昇進を求める貴族たちからの圧力も増大し、当初、参議を15年以上務めた者のなかから選ばれることになっていた中納言就任条件は次第に緩和され、在任者も増加した。後白河院政期には10人に達した。嘉応2年（1170年）12月30日に平宗盛が任ぜられ9人の例を開き、嘉応3年/承安元年4月21日（この日改元）に平時忠が解官されていた権中納言に還任したことで10人となる。
後白河の死後、九条兼実が引き締め策を採って8人にまで抑えている。その後、後鳥羽院政期に再び10人に復し、結局これが定員として長く定着することになった。南北朝時代以降は正官は任命されなくなり、もっぱら権官だけが置かれた。江戸時代に幕府が整備した武家官位制度においては、親藩である御三家の水戸家のみが権中納言を極官とした。

## 昇進への過程
正治2年（1200年）ごろ平基親が著した『官職秘抄』では、中納言に昇進するルートとして「五道」があるとし「いわゆる参議大弁。同じく近衛中将。検非違使別当。摂政関白子息、二位三位たる中将。参議労十五年以上輩なり。」と述べる。
まず基本となるのは、参議を15年以上務めた者は、その労によって中納言に昇進できるということである。これは、逆に15年以上参議を務めなければ中納言になれないということでもある。もっともこの原則は、中納言の地位に欠員が出来なければ昇進は不可能であった。反対に摂政・関白や治天の君の意向次第では無視され、15年未満で昇進することも少なくなかった。更に参議の定員は平安時代初期の弘仁年間以来ずっと8名の原則が守られてきたにもかかわらず、平安時代末期には大納言・中納言の定員がそれぞれ10名にまで増やされたことで欠員が出来やすくなったことも昇進し易くなった背景にあった。また、鎌倉時代後期には両統迭立の中で天皇や治天の君の意向で短期間での参議から中納言への昇進が行われるようになるが、これは「短期間の名目的な参議任命（形式的には参議任官直後の本人からの辞退）」「二位・三位への叙位による非参議の大量発生」と並んで自派への公家たちの取り込みを意図して行われたもので、時系列的には政治的に劣勢であった持明院統側が最初に行い、対立する大覚寺統側も対抗策として行うようになっていった。
次に、参議であって左大弁・右大弁を兼ねる者、参議であって近衛中将を兼ねる者、参議であって検非違使別当を兼ねる者は、単に年功序列で中納言となる者よりも優先的にあるいは短期間で昇進できた。これは大弁・近衛中将・検非違使別当としての労は別途計上・加算されたことによる。また、その後大納言になれる可能性も大きかった。
また、摂関の子息で二位または三位の位階を帯び近衛中将の官職にあるものは、参議を経ずしていきなり中納言に任じられる慣例であった（不経参議）。これは藤原兼家が子息道隆・道長の官職を強引に引き上げたことから始まっている。ただし、道長は、従三位左京大夫からの昇進であり、中将は経ていない。極端な例として、平安末期の摂政松殿基房の嫡子師家は、わずか八歳の三位中将であったが参議を経ず権中納言に補任された。
同様のことは、興国元年/暦応3年（1340年）に北畠親房が著した『職原鈔』にも見える。こちらは「参議の労廿年以上。検非違使の別当。大弁の宰相。摂政関白の子、二位三位の中将たる者。」と述べている。「近衛中将」が抜けて4つのルートになっている以外はほぼ同じ内容である。また、「十五年」「廿年」はあくまでも慣例的な数字の話であって、欠員が生じなければ二十年以上経っても中納言には任じられないため、どちらが正しいとか誤りとかは言えないとする指摘がある。

## 唐名
唐名を黄門という。秦の時代に置かれた黄門侍郎に由来しており、権中納言を極官とする水戸家の徳川光圀が水戸黄門と呼ばれた。鎌倉時代の公卿である葉室定嗣の日記『葉黄記』の名は彼の名字と極官から採られている。また「竜作の官」ともいう。これは『書経』舜典に、舜が竜という人物に「汝納言を作せ（なせ）」と言ったと記されていることによる。